# Mateusz Kowalczyk
Mateusz Kowalczyk (Chrzanów, 3 de mayo de 1987) es un tenista profesional polaco. Alterna torneos de categoría ATP y de ATP Challenger Series, especialmente en modalidad de dobles.

## Carrera
Su mejor ranking individual es el N.º 694 alcanzado el 12 de octubre de 2009, mientras que en dobles logró la posición 77 el 9 de septiembre de 2013.
Ha logrado hasta el momento 1 título en dobles en el ATP World Tour y 10 títulos de la categoría ATP Challenger Tour en la modalidad de dobles, así como también ha obtenido varios títulos Futures tanto en individuales como en dobles.
Kowalczyk opera principalmente como un especialista en dobles. Entre otras cosas con su compatriota Tomasz Bednarek ganó hasta ahora un total de ocho títulos de dobles en el circuito Challenger. 

### 2010
En 2010 se trasladó con Bednarek a la final del Torneo de Belgrado, pero perdieron ante Santiago González y Travis Rettenmaier. En el mismo año y también junto a Bednarek hizo su debut en un torneo Grand Slam en el Abierto de Francia. Cayeron derrotados en primera ronda ante otra pareja polaca formada por Mariusz Fyrstenberg y Marcin Matkowski. 

### 2013
En el mes de julio llegó a su segunda final en el Torneo de Stuttgart nuevamente junto a su colega Tomasz Bednarek, cayendo derrotados ante la pareja formada por el argentino Facundo Bagnis y el brasilero Thomaz Bellucci por 6-2, 4-6, 9-11.
Posteriormente en Wimbledon derrotaron en primera ronda a la pareja Ricardas Berankis y Yen-Hsun Lu para culminar cayendo en la segunda ronda ante Ivan Dodig y Marcelo Melo, llegando de esta manera a la segunda ronda de un Grand Slam por primera vez en su carrera.

### 2014
A mediados del mes de julio, ganó su primer título en el ATP World Tour. En la modalidad de dobles ganó el Torneo de Stuttgart en Alemania. Su compañero fue el neozelandés Artem Sitak y derrotaron en la final a la pareja española-polaca formada por Guillermo García-López y Philipp Oswald por 2-6, 6-1, 10-7.

## Títulos; 11 (0 + 11)
| Leyenda                     | Individuales | Dobles |
| --------------------------- | ------------ | ------ |
| Grand Slam                  | 0            | 0      |
| ATP World Tour Finals       | 0            | 0      |
| ATP World Tour Másters 1000 | 0            | 0      |
| ATP World Tour 500 Series   | 0            | 0      |
| ATP World Tour 250 Series   | 0            | 1      |
| ATP Challenger Series       | 0            | 10     |

### Dobles

#### Títulos

##### ATP World Tour
| No. | Fecha      | Torneo              | Superficie | Pareja      | Rivales en la final                   | Resultado      |
| 1.  | 13.07.2014 | Torneo de Stuttgart | Tierra     | Artem Sitak | Guillermo García-López Philipp Oswald | 2-6, 6-1, 10-7 |

##### ATP Challenger Tour
| No. | Fecha      | Torneo                      | Superficie | Pareja          | Rivales en la final                 | Resultado       |
| 1.  | 16.06.2008 | Challenger de Bytom         | Tierra     | Marcin Gawron   | Raphael Durek Błażej Koniusz        | 6-4, 3-6, 10-7  |
| 2.  | 14.09.2009 | Challenger de Szczecin      | Tierra     | Tomasz Bednarek | Oleksandr Dolgopolov Artem Smirnov  | 6-3, 6-4        |
| 3.  | 05.10.2009 | Challenger de Tarragona     | Tierra     | Tomasz Bednarek | Flavio Cipolla Alessandro Motti     | 6-1, 6-1        |
| 4.  | 19.10.2009 | Challenger de Florianópolis | Tierra     | Tomasz Bednarek | Daniel Gimeno-Traver Pere Riba      | 6-1, 6-4        |
| 5.  | 12.04.2010 | Challenger de Roma          | Tierra     | Tomasz Bednarek | Jeff Coetzee Jesse Witten           | 6-4, 7-64       |
| 6.  | 08.10.2011 | Challenger de Palermo       | Tierra     | Tomasz Bednarek | Alexander Bury Andrei Vasilevski    | 6-2, 6-4        |
| 7.  | 17.06.2012 | Challenger de Košice        | Tierra     | Tomasz Bednarek | Uladzimir Ignatik Andrei Vasilevski | 2-6, 7-5, 14-12 |
| 8.  | 03.06.2012 | Challenger de Marburgo      | Tierra     | David Škoch     | Denis Matsukevitch Mischa Zverev    | 6-2, 6-1        |
| 9.  | 07.07.2012 | Challenger de Braunschweig  | Tierra     | Tomasz Bednarek | Harri Heliövaara Denys Molchanov    | 7-5, 6-71, 10-8 |
| 10. | 06.07.2013 | Challenger de Braunschweig  | Tierra     | Tomasz Bednarek | Andreas Siljeström Igor Zelenay     | 6-2, 7-64       |

#### Finales (ATP World Tour)
| No. | Fecha      | Torneo              | Superficie | Pareja          | Rivales en la final                  | Resultado      |
| 1.  | 09.05.2010 | Torneo de Belgrado  | Tierra     | Tomasz Bednarek | Santiago González Travis Rettenmaier | 7–66, 6–1      |
| 2.  | 14.07.2013 | Torneo de Stuttgart | Tierra     | Tomasz Bednarek | Facundo Bagnis Thomaz Bellucci       | 6-2, 4-6, 9-11 |